# 熊家镇
熊家镇，是中华人民共和国重庆市万州区下辖的一个乡镇级行政单位。

## 行政区划
熊家镇下辖以下地区：
半边井社区、响水滩社区、红星村、古城村、白水村、庄子村、石公村、万家村、举安村、蜡烛村、燕子村和松柏村。